# Уля
Уля́ (кат. Ullà, вимова літературною каталанською [u'ʎa]) - муніципалітет, розташований в Автономній області Каталонія, в Іспанії. Код муніципалітету за номенклатурою Інституту статистики Каталонії - 172044. Знаходиться у районі (кумарці) Баш-Ампурда (коди району - 10 та BM) провінції Жирона, згідно з новою адміністративною реформою перебуватиме у складі Баґарії (округи) Жирона. 

## Назва муніципалітету
Назва муніципалітету походить від власного латинського імені Aulius, від якого у середньовіччі утворилася прикметникова форма Oliānum.

## Населення
Населення міста (у 2007 р.) становить 1.019 осіб (з них менше 14 років - 15,3%, від 15 до 64 - 72,2%, понад 65 років - 12,5%). У 2006 р. народжуваність склала 16 осіб, смертність - 11 осіб, зареєстровано 2 шлюби. У 2001 р. активне населення становило 370 осіб, з них безробітних - 41 особа.

Серед осіб, які проживали на території міста у 2001 р., 518 народилися в Каталонії (з них 392 особи у тому самому районі, або кумарці), 186 осіб приїхало з інших областей Іспанії, а 120 осіб приїхало з-за кордону. 

Вищу освіту має 3,8% усього населення. 

У 2001 р. нараховувалося 265 домогосподарств (з них 19,6% складалися з однієї особи, 24,9% з двох осіб,20,4% з 3 осіб, 18,1% з 4 осіб, 5,7% з 5 осіб, 5,3% з 6 осіб, 3,8% з 7 осіб, 0% з 8 осіб і 2,3% з 9 і більше осіб).

Активне населення міста у 2001 р. працювало у таких сферах діяльності : у сільському господарстві - 11,2%, у промисловості - 11,6%, на будівництві - 34% і у сфері обслуговування - 43,2%. 

 У муніципалітеті або у власному районі (кумарці) працює 209 осіб, поза районом - 242 особи.

### Безробіття
У 2007 р. нараховувалося 38 безробітних (у 2006 р. - 48 безробітних), з них чоловіки становили 50%, а жінки - 50%.

## Економіка

### Підприємства міста

#### Промислові підприємства
| \| Промислові підприємства міста, за сферою діяльності \| Промислові підприємства міста, за сферою діяльності \| Промислові підприємства міста, за сферою діяльності \| \| Рік \| 2002 р. \| 2001 р. \| \| --------------------------------------------------- \| --------------------------------------------------- \| --------------------------------------------------- \| \| Енергетичні та водні ресурси \| 13,3% \| 15,4% \| \| Хімія та метали \| 20% \| 15,4% \| \| Переробка металів \| 26,7% \| 23,1% \| \| Продукти харчування \| 6,7% \| 7,7% \| \| Текстиль \| 0% \| 0% \| \| Виробництво меблів, видання \| 33,3% \| 38,5% \| \| Інше \| 0% \| 0% \| \| Усього підприємств \| 15 \| 13 \| |         |         |
| Промислові підприємства міста, за сферою діяльності |         |         |
| Рік | 2002 р. | 2001 р. |
| Енергетичні та водні ресурси | 13,3%   | 15,4%   |
| Хімія та метали | 20%     | 15,4%   |
| Переробка металів | 26,7%   | 23,1%   |
| Продукти харчування | 6,7%    | 7,7%    |
| Текстиль | 0%      | 0%      |
| Виробництво меблів, видання | 33,3%   | 38,5%   |
| Інше | 0%      | 0%      |
| Усього підприємств | 15      | 13      |

#### Роздрібна торгівля
| \| Підприємства роздрібної торгівлі міста, за сферою діяльності \| Підприємства роздрібної торгівлі міста, за сферою діяльності \| Підприємства роздрібної торгівлі міста, за сферою діяльності \| \| Рік \| 2002 р. \| 2001 р. \| \| ------------------------------------------------------------ \| ------------------------------------------------------------ \| ------------------------------------------------------------ \| \| Продукти харчування \| 37,5% \| 40% \| \| Одяг та взуття \| 0% \| 0% \| \| Товари для дому \| 12,5% \| 13,3% \| \| Книги та періодичні видання \| 0% \| 0% \| \| Промислова хімічна продукція \| 12,5% \| 13,3% \| \| Продукція, пов'язана з транспортними засобами \| 6,2% \| 6,7% \| \| Інше \| 31,2% \| 26,7% \| \| Усього підприємств \| 16 \| 15 \| |         |         |
| Підприємства роздрібної торгівлі міста, за сферою діяльності |         |         |
| Рік | 2002 р. | 2001 р. |
| Продукти харчування | 37,5%   | 40%     |
| Одяг та взуття | 0%      | 0%      |
| Товари для дому | 12,5%   | 13,3%   |
| Книги та періодичні видання | 0%      | 0%      |
| Промислова хімічна продукція | 12,5%   | 13,3%   |
| Продукція, пов'язана з транспортними засобами | 6,2%    | 6,7%    |
| Інше | 31,2%   | 26,7%   |
| Усього підприємств | 16      | 15      |

#### Сфера послуг
| \| Підприємства міста, що працюють у сфері послуг, за діяльністю \| Підприємства міста, що працюють у сфері послуг, за діяльністю \| Підприємства міста, що працюють у сфері послуг, за діяльністю \| \| Рік \| 2002 р. \| 2001 р. \| \| ------------------------------------------------------------- \| ------------------------------------------------------------- \| ------------------------------------------------------------- \| \| Гуртова торгівля \| 36% \| 34,8% \| \| Готелі та готельний бізнес \| 20% \| 17,4% \| \| Транспорт та зв'язок \| 24% \| 21,7% \| \| Посередницькі фінансові послуги \| 8% \| 8,7% \| \| Послуги підприємствам \| 4% \| 4,3% \| \| Послуги фізичним особам \| 8% \| 8,7% \| \| Нерухомість та ін. \| 0% \| 4,3% \| \| Усього підприємств \| 25 \| 23 \| |         |         |
| Підприємства міста, що працюють у сфері послуг, за діяльністю |         |         |
| Рік | 2002 р. | 2001 р. |
| Гуртова торгівля | 36%     | 34,8%   |
| Готелі та готельний бізнес | 20%     | 17,4%   |
| Транспорт та зв'язок | 24%     | 21,7%   |
| Посередницькі фінансові послуги | 8%      | 8,7%    |
| Послуги підприємствам | 4%      | 4,3%    |
| Послуги фізичним особам | 8%      | 8,7%    |
| Нерухомість та ін. | 0%      | 4,3%    |
| Усього підприємств | 25      | 23      |

## Житловий фонд
У 2001 р. 1,5% усіх родин (домогосподарств) мали житло метражем до 59 м2, 50,9% - від 60 до 89 м2, 26,4% - від 90 до 119 м2 і
21,1% - понад 120 м2.

З усіх будівель у 2001 р. 20,4% було одноповерховими, 42,3% - двоповерховими, 30,1
% - триповерховими, 7,1% - чотириповерховими, 0% - п'ятиповерховими, 0% - шестиповерховими,
0% - семиповерховими, 0% - з вісьмома та більше поверхами.

## Автопарк
| \| Автомобілі, зареєстровані у місті, за призначенням \| Автомобілі, зареєстровані у місті, за призначенням \| Автомобілі, зареєстровані у місті, за призначенням \| \| Рік \| 2006 р. \| 2005 р. \| \| -------------------------------------------------- \| -------------------------------------------------- \| -------------------------------------------------- \| \| Приватні автомобілі \| 62,7% \| 63,9% \| \| Мотоцикли \| 10,3% \| 9,9% \| \| Вантажівки \| 24,9% \| 24,2% \| \| Трактори \| 0,3% \| 0,3% \| \| Автобуси та ін. \| 1,8% \| 1,7% \| \| Усього автомобілів \| 1.017 шт. \| 967 шт. \| |           |         |
| Автомобілі, зареєстровані у місті, за призначенням |           |         |
| Рік | 2006 р.   | 2005 р. |
| Приватні автомобілі | 62,7%     | 63,9%   |
| Мотоцикли | 10,3%     | 9,9%    |
| Вантажівки | 24,9%     | 24,2%   |
| Трактори | 0,3%      | 0,3%    |
| Автобуси та ін. | 1,8%      | 1,7%    |
| Усього автомобілів | 1.017 шт. | 967 шт. |

## Вживання каталанської мови
У 2001 р. каталанську мову у місті розуміли 97,9% усього населення (у 1996 р. - 98,2%), вміли говорити нею 75,1% (у 1996 р. - 
78,6%), вміли читати 75,1% (у 1996 р. - 75,9%), вміли писати 66,5
% (у 1996 р. - 48,7%). Не розуміли каталанської мови 2,1%.

## Політичні уподобання
У виборах до Парламенту Каталонії у 2006 р. взяло участь 319 осіб (у 2003 р. - 389 осіб). Голоси за політичні сили розподілилися таким чином:
| \| Вибори до Парламенту Каталонії \| Вибори до Парламенту Каталонії \| Вибори до Парламенту Каталонії \| \| Рік \| 2006 р. \| 2003 р. \| \| -------------------------------------- \| ------------------------------ \| ------------------------------ \| \| Конвергенція та Єднання (CiU) \| 40,1% \| 35,7% \| \| Соціалістична партія Каталонії (PSC) \| 31% \| 33,7% \| \| Народна партія (PP) \| 5,3% \| 10,3% \| \| Ініціатива за Каталонію — Зелені (ICV) \| 5,3% \| 3,6% \| \| Республіканська лівиця Каталонії (ERC) \| 14,1% \| 14,7% \| \| Громадяни — Громадянська партія (C's) \| 0,9% \| 0% \| \| Інші \| 3,1% \| 2,1% \| |         |         |
| Вибори до Парламенту Каталонії |         |         |
| Рік | 2006 р. | 2003 р. |
| Конвергенція та Єднання (CiU) | 40,1%   | 35,7%   |
| Соціалістична партія Каталонії (PSC) | 31%     | 33,7%   |
| Народна партія (PP) | 5,3%    | 10,3%   |
| Ініціатива за Каталонію — Зелені (ICV) | 5,3%    | 3,6%    |
| Республіканська лівиця Каталонії (ERC) | 14,1%   | 14,7%   |
| Громадяни — Громадянська партія (C's) | 0,9%    | 0%      |
| Інші | 3,1%    | 2,1%    |

У муніципальних виборах у 2007 р. взяло участь 404 особи (у 2003 р. - 453 особи). Голоси за політичні сили розподілилися таким чином:
| \| Муніципальні вибори \| Муніципальні вибори \| Муніципальні вибори \| \| Рік \| 2007 р. \| 2003 р. \| \| -------------------------------------- \| ------------------- \| ------------------- \| \| Конвергенція та Єднання (CiU) \| 23,3% \| 0% \| \| Соціалістична партія Каталонії (PSC) \| 58,4% \| 59,6% \| \| Народна партія (PP) \| 0% \| 0% \| \| Ініціатива за Каталонію — Зелені (ICV) \| 18,3% \| 40,4% \| \| Республіканська лівиця Каталонії (ERC) \| 0% \| 0% \| \| Громадяни — Громадянська партія (C's) \| 0% \| 0% \| \| Інші \| 0% \| 0% \| |         |         |
| Муніципальні вибори |         |         |
| Рік | 2007 р. | 2003 р. |
| Конвергенція та Єднання (CiU) | 23,3%   | 0%      |
| Соціалістична партія Каталонії (PSC) | 58,4%   | 59,6%   |
| Народна партія (PP) | 0%      | 0%      |
| Ініціатива за Каталонію — Зелені (ICV) | 18,3%   | 40,4%   |
| Республіканська лівиця Каталонії (ERC) | 0%      | 0%      |
| Громадяни — Громадянська партія (C's) | 0%      | 0%      |
| Інші | 0%      | 0%      |